# Palaeopsylla incisa
Palaeopsylla incisa är en loppart som beskrevs av Peus 1977. Palaeopsylla incisa ingår i släktet Palaeopsylla och familjen mullvadsloppor. Inga underarter finns listade i Catalogue of Life.